# Championnat de Yougoslavie de football 1972-1973
Navigation
Saison précédente Saison suivante
La saison 1972-1973 du Championnat de Yougoslavie de football est la quarante-quatrième édition du championnat de première division en Yougoslavie. Les dix-huit meilleurs clubs du pays prennent part à la compétition et sont regroupées en une poule unique où chaque formation affronte deux fois ses adversaires, à domicile et à l'extérieur. En fin de saison, les deux derniers du classement sont relégués et remplacés par les deux meilleures équipes de deuxième division.
C'est le club du FK Étoile rouge de Belgrade qui remporte la compétition, en terminant en tête du classement final, avec six points d'avance sur le FK Velez Mostar et sept sur l'OFK Belgrade. C'est le 11e titre de champion de Yougoslavie de l'histoire du club.

## Les clubs participants
| - Partizan Belgrade - Dinamo Zagreb - FK Étoile rouge de Belgrade - Hajduk Split - FK Vojvodina Novi Sad - Spartak Subotica - Promu de D2 - FK Radnicki Nis - FK Bor - Promu de D2 - FK Sutjeska Nikšić | - Velez Mostar - FK Borac Banja Luka - OFK Belgrade - FK Vardar Skopje - FK Sarajevo - FK Zeljeznicar Sarajevo - FK Sloboda Tuzla - NK Celik Zenica - Olimpija Ljubljana |

## Compétition

### Classement
Le classement est effectué en utilisant le barème classique (victoire à 2 points, match nul un point, défaite zéro point).
| Rang | Équipe                      | Pts | J  | G  | N  | P  | Bp | Bc | Diff |
| ---- | --------------------------- | --- | -- | -- | -- | -- | -- | -- | ---- |
| 1    | FK Étoile rouge de Belgrade | 52  | 34 | 21 | 10 | 3  | 71 | 28 | +43  |
| 2    | FK Velez Mostar             | 46  | 34 | 17 | 12 | 5  | 48 | 27 | +21  |
| 3    | OFK Belgrade                | 45  | 34 | 16 | 13 | 5  | 52 | 31 | +21  |
| 4    | FK Partizan Belgrade        | 43  | 34 | 16 | 11 | 7  | 50 | 37 | +13  |
| 5    | Zeljeznicar Sarajevo (T)    | 42  | 34 | 18 | 6  | 10 | 59 | 41 | +18  |
| 6    | FK Sloboda Tuzla            | 34  | 34 | 8  | 18 | 8  | 34 | 32 | +2   |
| 7    | FK Sarajevo                 | 34  | 34 | 12 | 10 | 12 | 48 | 50 | -2   |
| 8    | Dinamo Zagreb               | 33  | 34 | 11 | 11 | 12 | 39 | 47 | -8   |
| 9    | Hajduk Split                | 31  | 34 | 14 | 3  | 17 | 50 | 50 | 0    |
| 10   | FK Vardar Skopje            | 31  | 34 | 10 | 11 | 13 | 35 | 50 | -15  |
| 11   | FK Radnicki Nis             | 30  | 34 | 10 | 10 | 14 | 24 | 40 | -16  |
| 12   | Borac Banja Luka            | 29  | 34 | 9  | 11 | 14 | 30 | 26 | +4   |
| 13   | Vojvodina Novi Sad          | 29  | 34 | 10 | 9  | 15 | 39 | 46 | -7   |
| 14   | NK Celik Zenica             | 28  | 34 | 9  | 10 | 15 | 27 | 44 | -17  |
| 15   | FK Bor (P)                  | 28  | 34 | 9  | 10 | 15 | 36 | 57 | -21  |
| 16   | NK Olimpija Ljubljana       | 26  | 34 | 9  | 8  | 17 | 35 | 43 | -8   |
| 17   | Spartak Subotica (P)        | 26  | 34 | 8  | 10 | 16 | 37 | 48 | -11  |
| 18   | FK Sutjeska Nikšić          | 25  | 34 | 9  | 7  | 18 | 32 | 49 | -17  |

|  | Qualification pour la Coupe d'Europe des clubs champions 1973-1974 |
|  | Qualification pour la Coupe des Coupes 1973-1974                   |
|  | Qualification pour la Coupe UEFA 1973-1974                         |
|  | Qualification pour la Coupe Mitropa 1973-1974                      |
|  | Relégation directe en deuxième division                            |
|  | (T) : Tenant du titre (P) : Promu de deuxième division             |

## Bilan de la saison
| Championnat de Yougoslavie de football 1972-1973                        |                                         |
| Champion                                                                | FK Étoile rouge de Belgrade (1er titre) |
| Coupes et trophées                                                      |                                         |
| Vainqueur de la Coupe de Yougoslavie 1972-1973                          | Non disputée                            |
| Qualifications continentales                                            |                                         |
| Coupe d'Europe des clubs champions 1973-1974                            | FK Étoile rouge de Belgrade             |
| Coupe des Coupes 1973-1974                                              | Dinamo Zagreb                           |
| Coupe UEFA 1973-1974                                                    | FK Velez Mostar                         |
| Coupe UEFA 1973-1974                                                    | OFK Belgrade                            |
| Coupe Mitropa 1973-1974                                                 | FK Sarajevo                             |
| Promotions et relégations                                               |                                         |
| Promus en Prva Liga                                                     | NK Zagreb                               |
| Promus en Prva Liga                                                     | Proleter Zrenjanin                      |
| Relégués en Championnat de Yougoslavie de football de deuxième division | Spartak Subotica                        |
| Relégués en Championnat de Yougoslavie de football de deuxième division | FK Sutjeska Nikšić                      |